# Stade du Moulin
Le stade du Moulin est le stade municipal de la ville de Lézignan-Corbières. Le stade est occupé par le FC Lézignan, club de rugby à XIII.

## Histoire
En 1919, Gustave Gayraud président du FC Lézignan, fait appel à la population pour acheter une terrain sous le biais d'actions. Une vigne du lieu-dit le Moulin est achetée au Comte de Kerouartz, propriétaire du château de Gaujac. Le terrain est ainsi appelé car il y avait deux moulins : le premier à vent dont la ruine est encore visible. Le second moulin à eau qui n'est plus visible était situé derrière la tribune actuelle. L'inauguration du stade du Moulin a lieu en octobre 1919, la rencontre oppose le FC Lézignan au Stade toulousain. Le stade d'alors est composé d'un terrain et de vestiaires fait en planches par les supporters.
Il faut attendre quelques années et l'entrepreneur en matériaux Marcel Geynes pour que les vestiaires, le mur d'enceinte et la balustrade actuelle soient construits. Les tribunes étaient faites de bois, et c'est en 1945 que l'entreprise Aimé Chordi refait en dur cette tribune.
Bien que doté d'une capacité officielle de 6 000 spectateurs, le "Moulin" en accueillit parfois beaucoup plus, comme un certain Lézignan-Roanne XIII de 1961 disputé devant 8 200 supporters...
En 1999, le stade est durement touché par les inondations meurtrières. Il est rénové en 2000.
En 2011 est inauguré un nouveau club house plus fonctionnel.
Dans la nuit du samedi 7 juillet 2018 au dimanche 8 juillet 2018, les tribunes sont dévastées par un incendie.

## À noter
On raconte que Jean Sébédio dit le sultan, alors entraîneur du FC Lézignan, fait visiter les vestiaires aux arbitres et désignant un squelette pendu au plafond avec un sifflet dans la bouche disait « ce n'est rien ». C'est le dernier arbitre à avoir sifflé une pénalité contre Lézignan.